# Bundahišn
Bundahišn „Prvotní stvoření“ je tradiční označení středoperské encyklopedické kompilace pojednávající především o zarathuštrické kosmogonii a kosmologii. Dílo je zachováno ve dvou redakcích: kratší a nejspíše zkomolené zvané Indický Bundahišn a rozsáhlejší a kompletnější zvané Velký, Větší či Íránský Bundahišn. Původní jméno textu není známo, ale je také označován jako Bundahišnín nebo Zand-ágáhíh „Vědění Zandu“. Bundahišn pravděpodobně vznikl v době vlády posledních Sasánovců, tedy v 7. století, přičemž závěrečné kapitoly 31 až 36 vznikly až po dobytí Íránu Araby.